# Зелений Бір (Мінська область)
Зелений Бір (біл. Зялёны Бор) — селище міського типу в Смолевицькому районі Мінської області Білорусі. Розташоване за 18 км від залізничної станції Жодіно (на лінії Мінськ — Орша). Населення 1 тис. чол. (2006). Утворене в 1958 як робітниче селище з селищ торфопідприємства «Смолевицьке» — Зелений Бір і Тарасик Смолевицького району Мінської області. Видобуток торфу.